# Alarcón
Pour les articles homonymes, voir Alarcon.
Alarcón est une commune d’Espagne de la province de Cuenca, dans la communauté autonome de Castille-La Manche.